# Estadio Iván Elías Moreno
Het Estadio Iván Elías Moreno is een multifunctioneel stadion in Villa El Salvador, een stad in Peru. 

## Geschiedenis
De plek waar nu het stadion staat werd jarenlang gebruikt door amateurclubs. Het gebied stond bekend onder de naam: El Monumental de los Pobres. Het stadion is vernoemd naar Iván Elías Moreno, een man uit Villa El Salvador. Hij werd doodgestoken op straat toen hij hielp een beroving te voorkomen. Burgemeester Michel Azcueta besloot daarom ter nagedachtenis dit stadion naar hem te vernoemen. Moreno was overigens ook leerling geweest op de school waar de burgemeester zelf onderwijzer was geweest. 
Het stadion werd geopend op 2 juni 2002. De openingswedstrijd werd gespeeld tussen Defensor Villa del Mar en Guardia Republicana. De wedstrijd eindigde in 4–0 voor Defensor. Club Centro Deportivo Municipal is de voetbalclub die gebruik maakt van dit stadion.

## Afbeeldingen
- Frank Jasperneite afbeeldingen